# Hydroxyzine
L'hydroxyzine est une substance chimique dérivée de la  pipérazine (et de la même famille). Sa principale propriété est d'être un antagoniste des récepteurs H1 de l'histamine.
Utilisée en thérapeutique humaine comme antihistaminique pour le traitement notamment des urticaires aiguës allergiques, l'hydroxyzine est également antiémétique, sédative et anxiolytique. Ses propriétés antihistaminiques et antisérotoninergiques la rendent utile pour le traitement des manifestations mineures de l'anxiété, ainsi que pour la prémédication aux anesthésies générales. Elle possède par ailleurs des indications dans les troubles de l'angoisse associée à des perturbations somatiques, dans le traitement d'appoint ainsi que certaines manifestations sévères de l'alcoolisme ou encore dans les états marqués d'agitation et de troubles émotionnels aigus et à titre de contention chimique (selon monographie : patient hystérique ou extrêmement dérangé). Elle est aussi utilisé dans le trouble de stress post-traumatique.
En revanche, son affinité pour les récepteurs cholinergiques est beaucoup plus faible, d'où une absence d'effets délétères pour la mémoire ou la concentration,,,,,.
La voie parentérale est plus spécifique aux cas ne pouvant recevoir un autre mode d'administration et à certains usages sédatifs d'urgence. Elle est commercialisée dans de nombreux pays sous forme de dichlorhydrate d'hydroxyzine, sous le nom d'Atarax par le laboratoire canadien ERFA Canada 2012 Inc . Son catabolite le plus connu est la cétirizine, qui est aussi un anti-histaminique diffusé par le même laboratoire sous le nom de spécialité Zyrtec.

## Effets secondaires
L’hydroxyzine peut causer :
- somnolence (comme la plupart des antagonistes histaminiques), l'hydroxyzine pouvant d'ailleurs être ponctuellement utilisée pour traiter l'insomnie ;
- vertiges ;
- éruptions cutanées (notamment des dermatites contact)[12].

Elle peut aussi entraîner de la rétention d'urine, de l'hypertension artérielle, de la sécheresse buccale, de la nausée, de la constipation (ces effets sont dus à l'effet anti-cholinergique), des vomissements, des diarrhées et une éosinophilie .
Par ailleurs, des céphalées, une excitation psychomotrice, des tremblements, des crises convulsives, une hypotonie musculaire, des troubles de l'accommodation, un flou visuel ont été observés, mais ce, de manière nettement plus rare.

## Contre-indications
L'hydroxyzine est contre indiqué principalement dans les cas de :
- Risque de glaucome à angle fermé (risque de rétention d'eau par effet anticholinergique)
- Troubles urétroprostatiques à risque de rétention urinaire (risque de rétention d'eau par effet anticholinergique)
- Enfant de moins de 6 ans
- Porphyrie
- Prédisposition aux torsades de pointes
- Risque d'allongement de l'intervalle QT
- Risque de présence de benzoylecgonine dans l'urine